# Márton Nagy
Márton Nagy (* 9. Mai 1976 in Szolnok) ist ein ungarischer parteiloser Politiker und ist seit dem 1. Januar 2024 Minister für Volkswirtschaft im Kabinett Orbán V. Zuvor war er zwischen Mai 2022 und Dezember 2023 Minister für wirtschaftliche Entwicklung und davor von 2020 bis April 2022 Chefwirtschaftsberater des Premierministers im Büro des Premierministers im Kabinett Orbán IV. Zwischen 2015 und 2020 war er stellvertretender Vorsitzender der Ungarischen Nationalbank (MNB) und von 2015 bis 2017 Vorsitzender der Budapester Börse.

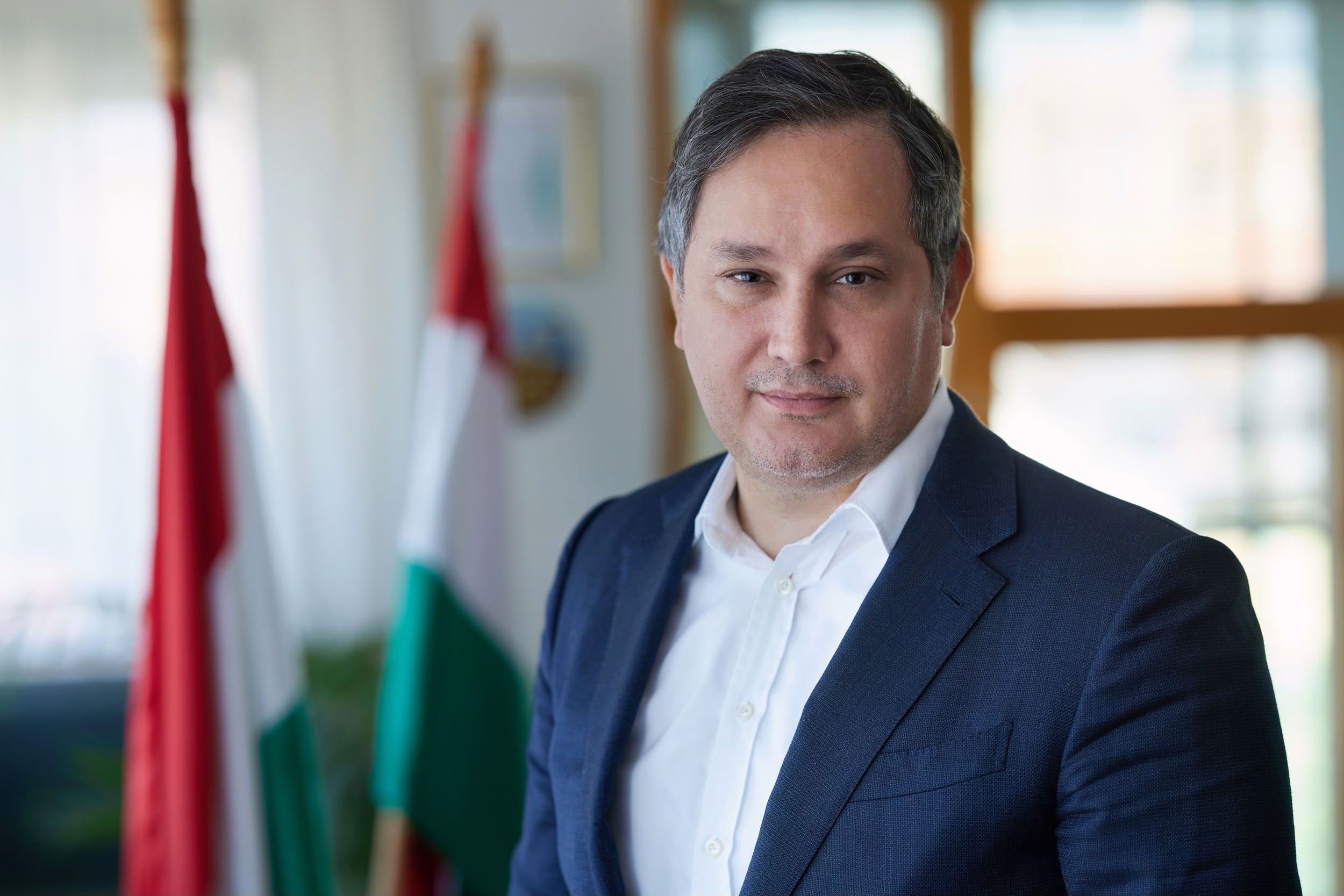
Márton Nagy (2023)

## Leben

### Ausbildung
Er schloss 1999 ein Studium an der Wirtschaftsuniversität Budapest ab.

### Karriere
Von 1998 bis 2000 arbeitete er als makroökonomischer Analyst bei der Government Debt Management Agency und von 2000 bis 2002 als leitender Analyst bei ING Asset Management Ltd.
Er kam 2002 zur Ungarischen Nationalbank, wo er als leitender Wirtschaftsexperte (2002–2006), später als stellvertretender Leiter (2006–2010) und als Direktor (2010–2013) tätig war. Von 2013 bis 2015 war er Executive Director für Finanzstabilität und Kreditanreize der Bank.
Zwischen 2012 und 2015 war er außerdem Mitglied des Financial Stability Council und der Europäischen Bankenaufsichtsbehörde.

### Ministerposten
Er wurde 2022 in der neuen Regierung zum Minister für wirtschaftliche Entwicklung ernannt. Ab dem 1. Januar 2024 führt das Ministerium für wirtschaftliche Entwicklung seine erweiterten Aktivitäten unter dem neuen Namen Ministerium für Volkswirtschaft fort. Er leitet das Ministerium als Minister für Volkswirtschaft, dem zusätzlich zu seinen Aufgaben als Minister für wirtschaftliche Entwicklung die Aufgabe übertragen wurde, fünf neue Bereiche zu überwachen: Entwicklung der Raumfahrtindustrie, Tourismus, Gastgewerbe, Binnenhandel und die Beschäftigung Dritter -Staatsangehörige in Ungarn.